# Handbal Club Welta Mechelen-Bonheiden
Le Handbal Club Welta Mechelen - Bonheiden est une association entre le matricule 022 du Welta Mechelen et le matricule 105 du Handbal Club Bonheiden. Basée à Malines et dans sa banlieue, à Bonheiden, dans la Province d'Anvers, les équipes fanions jouent sous le matricule 022, anciennement nommée Malinois Handbalclub puis Klub Handbal Mechelen tandis que les équipes jeunes jouent, sous le matricule 105, l'ancien du HC Bonheiden. 
Le matricule 022 fut autrefois un grand club à la fin des années 70 remportant un titre de champion de Belgique ainsi qu'une Coupe de Belgique. Contrairement à Malines, qui évolua 20 saisons en Division 1, Bonheiden ne réussit jamais à évoluer au plus haut niveau. Les deux matricules sont affiliés à la VHV.

## Histoire

### L'association
Le Welta Mechelen fut créé en 2004.

## Palmarès
- championnat de Belgique (1) : 1978-1979
- Coupe de Belgique (1) : 1978

## Joueurs
- Zdzisław Antczak
- Andrzej Sokołowski

## Parcours
| Saison    | Division   | Échelon | Rang | Coupe     |
| --------- | ---------- | ------- | ---- | --------- |
| 1961-1962 | ?          | ?       | ?    | ?         |
| 1962-1963 | ?          | ?       | ?    | ?         |
| 1963-1964 | ?          | ?       | ?    | ?         |
| 1964-1965 | Division 2 | 2       | ?    | ?         |
| 1965-1966 | ?          | ?       | ?    | ?         |
| 1966-1967 | ?          | ?       | ?    | ?         |
| 1967-1968 | ?          | ?       | ?    | ?         |
| 1968-1969 | ?          | ?       | ?    | ?         |
| 1969-1970 | ?          | ?       | ?    | Finaliste |
| 1970-1971 | Division 1 | 1       | 6e   | ?         |
| 1971-1972 | Division 1 | 1       | ?    | ?         |
| 1972-1973 | Division 1 | 1       | ?    | ?         |
| 1973-1974 | Division 1 | 1       | 4e   | ?         |
| 1974-1975 | Division 1 | 1       | 4e   | ?         |
| 1975-1976 | Division 1 | 1       | 3e   | Finaliste |
| 1976-1977 | Division 1 | 1       | 6e   | ?         |
| 1977-1978 | Division 1 | 1       | 3e   | Vainqueur |
| 1978-1979 | Division 1 | 1       | 1er  | Finaliste |
| 1979-1980 | Division 1 | 1       | ?    | ?         |

| Saison    | Division   | Échelon | Rang | Coupe |
| --------- | ---------- | ------- | ---- | ----- |
| 1980-1981 | Division 1 | 1       | 3e   | ?     |
| 1981-1982 | Division 1 | 1       | 4e   | ?     |
| 1982-1983 | Division 1 | 1       | 5e   | ?     |
| 1983-1984 | Division 1 | 1       | 12e  | ?     |
| 1984-1985 | Division 2 | 2       | 7e   | ?     |
| 1985-1986 | Division 2 | 2       | 3e   | ?     |
| 1986-1987 | Division 2 | 2       | ?    | ?     |
| 1987-1988 | Division 2 | 2       | ?    | ?     |
| 1988-1989 | Division 1 | 1       | ?    | ?     |
| 1989-1990 | Division 2 | 2       | ?    | ?     |
| 1990-1991 | ?          | ?       | ?    | ?     |
| 1991-1992 | ?          | ?       | ?    | ?     |
| 1992-1993 | ?          | ?       | ?    | ?     |
| 1993-1994 | ?          | ?       | ?    | ?     |
| 1994-1995 | ?          | ?       | ?    | ?     |
| 1995-1996 | ?          | ?       | ?    | ?     |
| 1996-1997 | ?          | ?       | ?    | ?     |
| 1997-1998 | ?          | ?       | ?    | ?     |
| 1998-1999 | ?          | ?       | ?    | ?     |

| Saison    | Division | Échelon | Rang | Coupe   |
| --------- | -------- | ------- | ---- | ------- |
| 1999-2000 | ?        | ?       | ?    | ?       |
| 2000-2001 | ?        | ?       | ?    | ?       |
| 2001-2002 | ?        | ?       | ?    | ?       |
| 2002-2003 | ?        | ?       | ?    | ?       |
| 2003-2004 | ?        | ?       | ?    | ?       |
| 2004-2005 | ?        | ?       | ?    | ?       |
| 2005-2006 | ?        | ?       | ?    | ?       |
| 2006-2007 | Liga     | 4       | 10e  | ?       |
| 2007-2008 | Liga     | 4       | 16e  | ?       |
| 2008-2009 | Liga     | 4       | 13e  | ?       |
| 2009-2010 | Liga     | 4       | 9e   | ?       |
| 2010-2011 | Liga     | 4       | 10e  | ?       |
| 2011-2012 | Liga     | 4       | 8e   | ?       |
| 2012-2013 | Liga     | 4       | 11e  | 2e tour |
| 2013-2014 | Liga     | 4       | 7e   | 3e tour |
| 2014-2015 | Liga     | 4       | 3e   | ?       |
| 2015-2016 | Liga I   | 3       | 11e  | ?       |
| 2016-2017 | Liga II  | 4       | 5e   | ?       |
| 2017-2018 | Liga II  | 4       | 6e   | ?       |

## Salles
Les matchs principaux se disputent au Sporthal De Plaon à Malines mais le club dispose également de trois autres salles, le Sporthal De Nekker, Sporthal Paardenstraatje, tous deux à Malines également et le ''Sporthal Berentrode, situé à Bonheiden.